# Villetrun
Villetrun település Franciaországban, Loir-et-Cher megyében. Lakosainak száma 318 fő (2022. január 1.). Villetrun Coulommiers-la-Tour, Faye, Rocé és Selommes községekkel határos.

## Népesség
A település népessége az elmúlt években az alábbi módon változott:
| Lakosok száma | 239  | 244  | 274  | 287  | 322  | 322  | 322  | 321  | 318  | 318  |
|               | 1968 | 1982 | 1990 | 2006 | 2013 | 2015 | 2017 | 2019 | 2020 | 2022 |